# Lista de representantes da Itália ao Oscar de melhor filme internacional

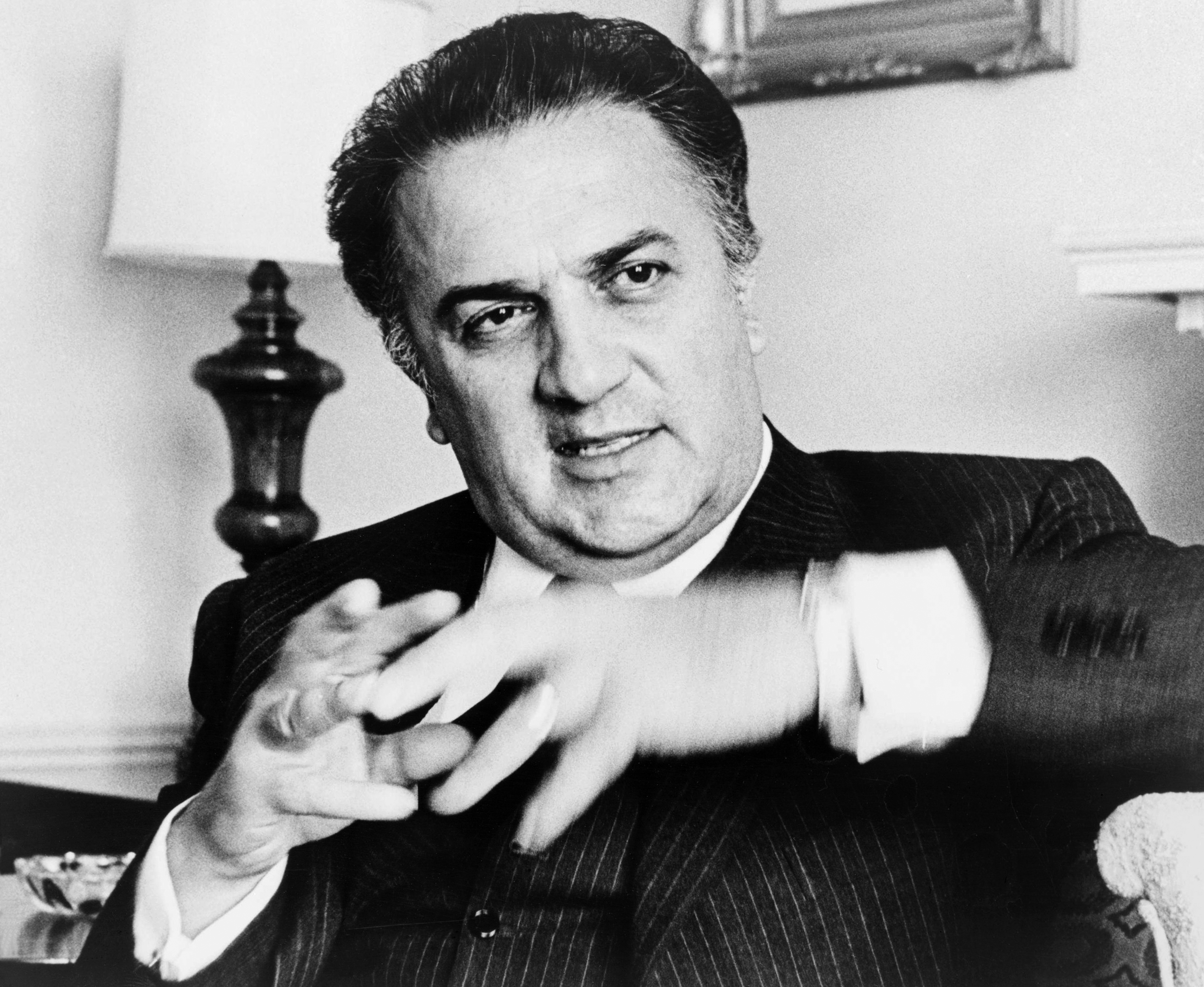
O diretor italiano Federico Fellini recebeu quatro Óscares de Melhor Filme Internacional, a maior quantidade para qualquer diretor na história da Academia de Artes e Ciências Cinematográficas, e teve ainda três outros filmes indicados à Academia

A Itália tem enviado filmes ao Oscar de melhor filme internacional desde a concepção do prêmio. A premiação é entregue anualmente pela Academia de Artes e Ciências Cinematográficas dos Estados Unidos a um longa-metragem produzido fora dos Estados Unidos que contenha diálogo majoritariamente em qualquer idioma, menos em inglês.
O Oscar de Melhor Filme Internacional foi criado em 1956; porém, entre 1947 e 1955, a Academia entregou Óscares Honorários aos melhores filmes de língua estrangeira lançados nos Estados Unidos. Estes prêmios não eram competitivos, já que não havia indicados, apenas um vencedor a cada ano que foi votado pelo Conselho de Governadores da Academia. Três filmes italianos receberam Óscares Honorários durante este período. Para o Oscar de 1956, uma categoria competitiva, conhecida como Oscar de Melhor Filme Estrangeiro, foi criada para filmes não falantes de inglês e passou a ser entregue anualmente desde então.
Até 2023, 33 filmes italianos foram indicados ao Oscar de Melhor Filme Internacional e 11 filmes venceram o prêmio. Dentre todos os países que indicaram filmes para a premiação, a Itália é a primeira colocada em número de filmes que venceram o prêmio, seguida pela França (nove prêmios), Espanha e Dinamarca (quatro prêmios cada), e a segunda em número de indicações, atrás da França (34 indicações) e a frente de Espanha e Alemanha (vinte indicações cada). Os únicos diretores italianos que venceram múltiplos prêmios são Federico Fellini e Vittorio De Sica. Fellini ganhou quatro prêmios: La Strada, Le Notti di Cabiria, 8½ e Amarcord, o maior na história da Academia; ele também teve outros três filmes enviados, embora nenhum tenha sido aceito como indicado. De Sica ganhou dois Óscares Honorários antes da concepção formal do prêmio por Sciuscià e Ladri di Biciclette, e dois Óscares formais por Ieri, Oggi, Domani e Il Giardino dei Finzi-Contini, e ainda teve um outro filme, Matrimonio all'Italiana, aceito como indicado.

## Filmes
A Academia de Artes e Ciências Cinematográficas convida as indústrias cinematográficas de vários países a enviar seus melhores filmes para o Oscar de Melhor Filme Internacional desde 1956. O Comitê de Filmes Internacionais dirige o processo e revê todos os filmes enviados. Depois disso, eles votam via voto secreto para determinar os cinco indicados para o prêmio. Antes da premiação ser criada, o Conselho de Governadores da Academia votava em um filme todo ano que era considerado o melhor filme de língua estrangeira lançado nos Estados Unidos e não havia enviados. A lista abaixo contém os filmes que foram enviados pela Itália para análise da Academia para a premiação desde a sua concepção.
| Ano (Cerimônia) | Título original                                                        | Título em português                                                      | Diretor(a)                               | Resultado       |
| --------------- | ---------------------------------------------------------------------- | ------------------------------------------------------------------------ | ---------------------------------------- | --------------- |
| 1947 (20ª)      | Sciuscià                                                               | Vítimas da Tormenta                                                      | Vittorio De Sica                         | Oscar Honorário |
| 1949 (22ª)      | Ladri di biciclette                                                    | Ladrões de Bicicleta                                                     | Vittorio De Sica                         | Oscar Honorário |
| 1950 (23ª)      | Le Mura di Malapaga                                                    | Três Dias de Amor                                                        | René Clément                             | Oscar Honorário |
| 1956: (29ª)     | La strada                                                              | A Estrada da Vida                                                        | Federico Fellini                         | Oscar           |
| 1957: (30ª)     | Le notti di Cabiria                                                    | Noites de Cabíria                                                        | Federico Fellini                         | Oscar           |
| 1958: (31ª)     | I soliti ignoti                                                        | Os Eternos Desconhecidos                                                 | Mario Monicelli                          | Indicado        |
| 1959: (32ª)     | La grande guerra                                                       | A Grande Guerra                                                          | Mario Monicelli                          | Indicado        |
| 1960: (33ª)     | Kapò                                                                   | Kapò: Uma História do Holocausto                                         | Gillo Pontecorvo                         | Indicado        |
| 1961 (34ª)      | La notte                                                               | A Noite                                                                  | Michelangelo Antonioni                   | Não indicado    |
| 1962: (35ª)     | Le quattro giornate di Napoli                                          | 4 Dias de Rebelião                                                       | Nanni Loy                                | Indicado        |
| 1963: (36ª)     | 8½                                                                     | 8½                                                                       | Federico Fellini                         | Oscar           |
| 1964: (37ª)     | Ieri, oggi, domani                                                     | Ontem, Hoje e Amanhã                                                     | Vittorio De Sica                         | Oscar           |
| 1965: (38ª)     | Matrimonio all'italiana                                                | Matrimônio à Italiana                                                    | Vittorio De Sica                         | Indicado        |
| 1966: (39ª)     | La battaglia di Algeri                                                 | A Batalha de Argel                                                       | Gillo Pontecorvo                         | Indicado        |
| 1967: (40ª)     | La Cina è vicina                                                       | A China Está Próxima                                                     | Marco Bellocchio                         | Não indicado    |
| 1968: (41ª)     | La ragazza con la pistola                                              | A Garota com a Pistola                                                   | Mario Monicelli                          | Indicado        |
| 1969: (42ª)     | Satyricon                                                              | Satyricon de Fellini                                                     | Federico Fellini                         | Não indicado    |
| 1970: (43ª)     | Indagine su un cittadino al di sopra di ogni sospetto                  | Investigação sobre um Cidadão Acima de Qualquer Suspeita                 | Elio Petri                               | Oscar           |
| 1971: (44ª)     | Il giardino dei Finzi-Contini                                          | O Jardim dos Finzi Contini                                               | Vittorio De Sica                         | Oscar           |
| 1972: (45ª)     | Roma                                                                   | Roma de Fellini                                                          | Federico Fellini                         | Não indicado    |
| 1974: (47ª)     | Amarcord                                                               | Amarcord                                                                 | Federico Fellini                         | Oscar           |
| 1975: (48ª)     | Profumo di donna                                                       | Perfume de Mulher                                                        | Dino Risi                                | Indicado        |
| 1976: (49ª)     | Pasqualino Settebellezze                                               | Pasqualino Sete Belezas                                                  | Lina Wertmüller                          | Indicado        |
| 1977: (50ª)     | Una giornata particolare                                               | Um Dia Muito Especial                                                    | Ettore Scola                             | Indicado        |
| 1978: (51ª)     | I nuovi mostri                                                         | Os Novos Monstros                                                        | Mario Monicelli, Dino Risi, Ettore Scola | Indicado        |
| 1979: (52ª)     | Dimenticare Venezia                                                    | Encontro Marcado em Veneza                                               | Franco Brusati                           | Indicado        |
| 1980: (53ª)     | Salto nel vuoto                                                        | -                                                                        | Marco Bellocchio                         | Não indicado    |
| 1981: (54ª)     | Tre fratelli                                                           | Três Irmãos                                                              | Francesco Rosi                           | Indicado        |
| 1982: (55ª)     | La notte di San Lorenzo                                                | A Noite de São Lourenço                                                  | Paolo e Vittorio                         | Não indicado    |
| 1983: (56ª)     | E la nave va                                                           |                                                                          | Federico Fellini                         | Não indicado    |
| 1984: (57ª)     | Mi manda Picone                                                        |                                                                          | Nanni Loy                                | Não indicado    |
| 1985: (58ª)     | Maccheroni                                                             |                                                                          | Ettore Scola                             | Não indicado    |
| 1986: (59ª)     | Notte d'estate con profilo greco, occhi a mandorla e odore di basilico | Noite de Verão com Perfil Grego, Olhos Amendoados e Cheiro de Manjericão | Lina Wertmüller                          | Não indicado    |
| 1987: (60ª)     | La famiglia                                                            | A Família                                                                | Ettore Scola                             | Indicado        |
| 1988: (61ª)     | La leggenda del santo bevitore                                         | A Lenda do Santo Beberrão                                                | Ermanno Olmi                             | Não indicado    |
| 1989: (62ª)     | Nuovo Cinema Paradiso                                                  | Cinema Paradiso                                                          | Giuseppe Tornatore                       | Oscar           |
| 1990: (63ª)     | Porte aperte                                                           | As Portas da Justiça                                                     | Gianni Amelio                            | Indicado        |
| 1991: (64ª)     | Mediterraneo                                                           | Mediterrâneo                                                             | Gabriele Salvatores                      | Oscar           |
| 1992: (65ª)     | Il ladro di bambini                                                    | O Ladrão de Crianças                                                     | Gianni Amelio                            | Não indicado    |
| 1993: (66ª)     | Il grande cocomero                                                     | Campo das Ilusões                                                        | Francesca Archibugi                      | Não indicado    |
| 1994: (67ª)     | Lamerica                                                               | América - O Sonho de Chegar                                              | Gianni Amelio                            | Não indicado    |
| 1995: (68ª)     | L'uomo delle stelle                                                    | O Homem das Estrelas                                                     | Giuseppe Tornatore                       | Indicado        |
| 1996: (69ª)     | La mia generazione                                                     |                                                                          | Wilma Labate                             | Não indicado    |
| 1997: (70ª)     | Il testimone dello sposo                                               | O Padrinho do Casamento                                                  | Pupi Avati                               | Não indicado    |
| 1998: (71ª)     | La vita è bella                                                        | A Vida É Bela                                                            | Roberto Benigni                          | Oscar           |
| 1999: (72ª)     | Fuori dal mondo                                                        | Fora do Mundo                                                            | Giuseppe Piccioni                        | Não indicado    |
| 2000: (73ª)     | I cento passi                                                          | Os Cem Passos                                                            | Marco Tullio Giordana                    | Não indicado    |
| 2001: (74ª)     | La stanza del figlio                                                   | O Quarto do Filho                                                        | Nanni Moretti                            | Não indicado    |
| 2002: (75ª)     | Pinocchio                                                              | Pinóquio                                                                 | Roberto Benigni                          | Não indicado    |
| 2003: (76ª)     | Io non ho paura                                                        | Eu Não Tenho Medo                                                        | Gabriele Salvatores                      | Não indicado    |
| 2004: (77ª)     | Le chiavi di casa                                                      | As Chaves de Casa                                                        | Gianni Amelio                            | Não indicado    |
| 2005: (78ª)     | La bestia nel cuore                                                    | Segredos do Coração                                                      | Cristina Comencini                       | Indicado        |
| 2006: (79ª)     | Nuovomondo                                                             | Novo Mundo                                                               | Emanuele Crialese                        | Não indicado    |
| 2007: (80ª)     | La sconosciuta                                                         | A Desconhecida                                                           | Giuseppe Tornatore                       | Pré-lista       |
| 2008: (81ª)     | Gomorra                                                                | Gomorra                                                                  | Matteo Garrone                           | Não indicado    |
| 2009: (82ª)     | Baarìa                                                                 | Baarìa - A Porta do Vento                                                | Giuseppe Tornatore                       | Não indicado    |
| 2010: (83ª)     | La prima cosa bella                                                    | A Primeira Coisa Bela                                                    | Paolo Virzì                              | Não indicado    |
| 2011: (84ª)     | Terraferma                                                             | Terra Firme                                                              | Emanuele Crialese                        | Não indicado    |
| 2012: (85ª)     | Cesare deve morire                                                     | César Deve Morrer                                                        | Paolo e Vittorio Taviani                 | Não indicado    |
| 2013: (86ª)     | La grande bellezza                                                     | A Grande Beleza                                                          | Paolo Sorrentino                         | Oscar           |
| 2014: (87ª)     | Il capitale umano                                                      | Capital Humano                                                           | Paolo Virzì                              | Não indicado    |
| 2015: (88ª)     | Non essere cattivo                                                     | Não Seja Mau                                                             | Claudio Caligari                         | Não indicado    |
| 2016: (89ª)     | Fuocoammare                                                            | Fogo no Mar                                                              | Gianfranco Rosi                          | Não indicado    |
| 2017: (90ª)     | A Ciambra                                                              | Ciganos da Ciambra                                                       | Jonas Carpignano                         | Não indicado    |
| 2018: (91ª)     | Dogman                                                                 | Dogman                                                                   | Matteo Garrone                           | Não indicado    |
| 2019: (92ª)     | Il traditore                                                           | O Traidor                                                                | Marco Bellocchio                         | Não indicado    |
| 2020: (93ª)     | Notturno                                                               |                                                                          | Gianfranco Rosi                          | Não indicado    |
| 2021: (94ª)     | È stata la mano di Dio                                                 | A Mão de Deus                                                            | Paolo Sorrentino                         | Indicado        |
| 2022: (95ª)     | Nostalgia                                                              | Nostalgia                                                                | Mario Martone                            | Não indicado    |